# Na śmierć Otokara Brzeziny rapsod żałobny
Na śmierć Otokara Brzeziny rapsod żałobny (cz. Smuteční hrana za Otokara Březinu) – wiersz czeskiego poety Vítězslava Nezvala z tomiku Básně noci (Wiersze nocy), opublikowanego w 1930.
Utwór pełni rolę dedykacji zbiorku, jest poświęcony wybitnemu czeskiemu poecie symboliście Otokarowi Březinie. Składa się z pięciu strof czterowersowych o kunsztownej budowie wersyfikacyjnej. Został napisany ściśle jambicznym aleksandrynem z męską średniówką i męską lub żeńską klauzulą. Cechą charakterystyczną są rymy wewnętrzne. W każdej strofie ten sam rym męski występuje sześciokrotnie, cztery razy w średniówce i dwa razy w klauzuli, a rym żeński dwa razy w klauzuli. Zwrotki rymuję się zatem a||a/a||b/a||a/a||b. Ukazany w wierszu pogrzeb Březiny jest wystylizowany na pogrzeb króla. Sam Březina jest nazwany królem, który nie ma następcy.
Wiersz Nezvala przełożyła na język polski, zachowując na ile tylko się dało jego rytmikę i rymowanie, Anna Kamieńska. Przekład został opublikowany w tomie Cudowny czarodziej.